# 格羅頓 (麻薩諸塞州普查規定居民點)
格羅頓（英語：Groton）是位於美國麻薩諸塞州米德爾塞克斯縣的一個普查規定居民點。

## 人口
根據2020年美國人口普查的數據，格羅頓的面積為4.33平方千米，當中陸地面積為4.33平方千米，而水域面積為0.00平方千米。當地共有人口1353人，而人口密度為每平方千米312.47人。